# Андреј Критски
Свети Андреј Критски био је хришћански светитељ и епископ острва Крита. 
Рођен у је Дамаску 660. године. До седме године је био нем. Тада су га родитељи одвели у цркву и причестили и он је проговорио. У 14 години се замонашио у лаври Светог Саве Освештаног у Јерусалиму. 
Учествовао је у Шестом Васељенском Сабору у Цариграду 681. године. На Сабору Андреј је показао сјајну даровитост, речитост, ревност према вери и необичну разборитост у борби против монотелитске јереси. 
Након тога је изабран и постављен за архиепископа острва Крита. Као архијереј је био омиљен у народу. Написао је многе поучне књиге, песме и каноне, од којих је најпознатији Велики Канон Богородице, који се чита у четвртак пете недеље часнога поста.
Умро је пловећи на путу од Цариграда до Крита што је сам претходно најавио 712. године.
Православна црква га прославља 4. јула по јулијанском календару.